# 应道
应道（809年）是南诏寻阁劝的年号，共计1年。

## 纪年
| 应道 | 元年  |
| ---- | ----- |
| 公元 | 809年 |
| 干支 | 己丑  |

## 同期存在的其他政权年号
- 中國
  - 元和（806年－820年）：唐朝—唐憲宗之年號
  - 正曆（795年－809年）：渤海国—渤海康王大嵩璘之年号
- 日本
  - 大同（806年－810年）：平安時代—平城天皇之年號